# Црква Рођења Пресвете Богородице у Лесковцу
Црква Рођења Пресвете Богородице или Стара црква Свете Богородице − Црква „Оџаклија” се налази у Лесковцу, припада Епархији нишкој Српске православне цркве. Подигнута је 1803. године и под заштитом је државе и представља непокретно културно добро као споменик културе.

## Историјат цркве
Црква посвећена Рођењу Пресвете Богородице (Мала Госпојина) саграђена је 1803. године, на темељима постојећег храма. Не зна се да ли је на том или у непосредној близини постојала црква или манастир, нити име богомоље. Ha том терену нису вршена озбиљнија археолошка истраживања пa готово да не постоје материјални докази на основу којих би се утврдило постојање и старост претходног објекта. Зна се једино да су у турско доба у непосредној близини Оџаклије постојала два метоха — дечански, на месту данашње зграде центра за запошљавање; и хиландарски, који се налазио код данашње Мадере.
Црква је неколико пута током 19. века делимично страдала, а обнављана је 1839. године. Лесковац је почетком треће деценије 20. века добио нови саборни храм који је био украс града, a стара и напуштена Оџаклија препуштена је зубу времена. Приликом бомбардовања 1941. године на њу је пала бомба, а оштећена је и током савезничког бомбардовања 1944. године. Црква је потом 1948. године била потпуно поплављена, када је вода у цркви достигла ниво од једног метра. Иако је црква исте године стављена под заштиту државе као споменик културе, ово решење је у том периоду цркви донело више штете него користи. С обзиром на однос комунистичке државе према религији, црква без дозволе Завода за заштиту споменика културе није могла да предузима ништа, а власти су перфидно саботирале њену обнову. Године 1963. кровна конструкција се срушила, када се срушио и оџак на цркви, те је у цркви остало само огњиште. У том периоду се појавило мишљење да цркву из безбедносних разлога треба срушити и на том месту подигнути бетонски крст као спомен да је ту некада постојала славна црква Оџаклија, али ова идеја срећом није реализована.
Са обновом се почело седамдесетих година уз велике потешкоће да би коначно 1992. године тадашњи епископ нишки а садашњи патријарх Српски господин Иринеј освештао цркву.

## Легенде о настанку цркве
Прва легенда гласи:
- A, бре, рајо, шта то градите?
- Лепи aгa - одговори старешина Лесковчана - градимо кућу нашем попу!
- A шта ће му, море, толика?
- Лепи Aгa, ево, нас је много, у царскоме здрављу; a сви треба да имамо места, кад дођемо своме учитељу, своме попу.
Турци виде да толика грађевина није налик на поповску кућу, али, с друге стране, огњиште и димњак не граде се на згради црквеној. Слегну раменима и оставе Лесковчане на миру.
Друга легенда гласи:
Чувши да су хришћани добили ферман за изградњу цркве, варошки Турци, да би их од тога одвратили, рекли су да црква не сме бити пространија од једне бивоље коже. Но, хришћани се досете, те једну бивољу кожу исеку на каишеве и тиме уоквире простор на коме ће градити цркву. Тако су Лесковчани надмудрили Турке.
Ове две легенде су продукт народног предања, а сврха њиховог настанка је да покажу како је Српски народ током петовековног ропства био на политичком, економском и војном пољу много слабији од Турака, али је на интелектуалном пољу могао да им парира. Тако су настале и приче као што су, на пример, „Еро с онога света”, „Кадија те тужи – кадија ти суди”, и многе друге. Тако треба схватити и легенде о настанку лесковачке цркве. A огњиште које и данас постоји у цркви, сада адаптирано и са другом сврхом, вероватно је тада служило у практичне сврхе, како би храм могао зими да се загреје.